# Старогръцка литература
Старогръцка литература обхваща произведенията на гръцката литература, написани на старогръцки от най-ранните текстове до около IV век (установяването на Византия). Най-ранните съхранени произведения са двата епоса Илиада и Одисея от Омир. Те, заедно с Омировите химни и двете поеми на Хезиод Теогония и Дела и дни са основополагащи за гръцката литературна традиция.
Гръцката поетична традиция се развива отначало под влиянието на такива изявени поети като Сафо, Алкей и Пиндар.
Есхил е най-ранният гръцки драматург, от когото са запазени цели творби. Софокъл е прочут с трагедиите си за Едип, особено Едип цар и Антигона. Еврипид е известен с пиеси, които разчупват канона на старогръцката трагедия. Аристофан пише комедии в жанра стара комедия (archaia), докато по-късно живелият Менандър е пионер на новата атическа комедия.
Историците Херодот и Тукидид, живели през V в. пр.н.е., описват исторически събития, на които са съвременници или са се случили малко преди това. Философът Платон пише диалози, обикновено посветени на учителя му Сократ, и разсъждава върху философски въпроси, докато ученикът му Аристотел е автор на много трактати с общочовешко значение, които по-късно стават много влиятелни. От по-късните писатели по-важни са Аполоний Родоски, който пише Аргонавтика, епос за пътешествието на аргонавтите, Архимед, който създава основополагащи математически трудове, и Плутарх, който пише основно биографии и есета. Лукиан от Самосата, живял през II век, е елинизиран сириец, написал много сатирични памфлети.
Все пак много от произведенията на старогръцката литература са загубени за нас или са познати единствено от цитати.
Древногръцката литература оказва силно влияние на по-късната гръцка литература, както и на западната литература изобщо. В частност много автори от Древен Рим черпят вдъхновение от гръцките си предшественици. С настъпването на Ренесанса, а и след това, европейски автори като Данте, Шекспир, Милтън и Джойс ползват в творчеството си теми и мотиви от класическата гръцка литература.

## Архаичен и класически период
Най-ранната писменост датира от микенския период, като това са записи върху глинени таблички с писмото Линеар Б, които не са свързани с литература, а са чисто утилитарни (търговски сметки, инвентар, рецепти и др.). Предложени са няколко теории за обяснение на този факт, една от които е, че микенската литература подобно на Омировите и епосите на други поети, са се предавали само устно, тъй като сричковото писмо не е подходящо за фонетичен запис на гръцкия език.
Древногръцката литература се разделя на отделни, добре разграничени жанрове със задължителна формална структура, както по отношение на древногръцкия диалект, така и на метриката. Най-напред се разграничават проза и поезия като в последната се открояват три жанра: епос, лирика и драма. Европейската терминология по отношение на литературните жанрове произтича директно от древногръцката терминология. Лириката и драмата на свой ред се разделят: лириката на елегия, ямбическа, мелическа, солова и хорова, а драмата на трагедия, комедия и пасторална драма. В прозата има по-голяма свобода на жанровете, като основните области са историография, философия и политическа реторика.

### Епическа поезия
Ранните обитатели на Гърция – ахейците и микенците – възпявали в песни различни героични събития; устната им традиция се състояла от песни за войни и герои. Тези песни са възприети от елините през II хил. пр. Хр. и заедно с донесените от тях индоевропейски форми на стиха стават основа на епическата поезия.
За същинско начало и в същото време връх на епическата поезия се смятат произведенията на Омир Илиада и Одисея, написани на йонийски и отчасти еолийски диалект някъде през VIII век пр. Хр. Те се открояват с красотата и съвършенството на езика в дактилен хекзаметър. При все това самата фигура на Омир е твърде мистична. Илиада разказва за Троянската война и е трагедия, но Одисея е доколкото трагична, дотолкова и комична и разказва за Одисей – герой от Троянската война.
Друг велик поет от този период е Хезиод. Но за разлика от Омир Хезиод разказва за себе си в своята поезия; извън нея няма други източници за него. Неговите две произведения са Дела и дни и Теогония.

### Лирическа поезия
Наименованието „лирическа“ произлиза от факта, че първоначално тя била пята в съпровод на лира. Различавани били два типа – лична и хорова. Вероятно първият поет бил Архилох от Парос, около 700 г. пр. Хр. От неговите произведения са запазени само фрагменти.
Личната лирическа поезия била развита на остров Лесбос. Пръв Терпандър, който бил от Лесбос, но живеел в Спарта, изпълнявал произведенията на Омир в съпровод на лира. Повечето от неговите лирически поеми били химни в прослава на боговете, и по-специално Аполон. Запазените фрагменти от неговите творби са обаче със съмнителна автентичност. По-късно Алкей, създава алкаическата строфа, неговите произведения били на религиозна и политическа тематика, а някои от тях и поетически обръщения към Сафо, която той обожавал. Алкей и Сафо са двамата най-прочути лирически поети. Сафо създава сафическата строфа, но пише и в други лирически форми. Изключително изтънчени, нейните поеми за любовта и приятелството са обичани и често цитирани от гръцките поети. Друг поет – Анакреон, пише за любовта и виното, а също и елегически двустишия, епиграми, ямби.
За разлика от личната лирическа поезия, хоровата поезия е писана на дорийски диалект. Нейното развитие започва през VII в. пр. Хр. Поети на хорова лирика – Талетас, Терпандър, Алкман, Арион, Стезихор, Ибик, Симонид и Бакхилид. Хоровата лирика достига своя връх през V век пр. Хр. в лириката на Пиндар, който писал хорова лирика от различни типове – хвалебствени химни, дитирамби и т.н. Запазена е едва 1/4 от произведенията му.

### Други литературни форми
Логографското, философското и ораторското изкуство също се развиват като литературно творчество, породило философски текстове в поезия и проза, историографска, ораторска и съдебна проза. Най-ранните текстове на логографите се свеждат до генеалогии, каталози и речи. След възникването на нови селища възниква нужда да се обясни произходът на различните общности (родови, политически, социални, семейни) и да не се губи връзката между етносите и полисите. Така се появяват хрониките, които обединяват местните предания и родословия. Логографите пишат и защитни и обвинителни речи за целите на правосъдната система, според която всеки гражданин сам защитава и представя пред съда своя случай. Същите автори съставят и текстове, описващи чужди земи и народи, основаващи се на разказите на мореплаватели и търговци, като така поставят основите на географията и историята.
През 6 век пр.н.е. започва развитието на философията – размишления за началата в природата и нейната същност. Талес е първият, който се опитва да даде натуралистични обяснения на света без да прибягва до божествена намеса. Питагор и неговата школа призовават човечеството към хармоничен живот. Възникват и други философски школи, а Емпедокъл, Ксенофан, Парменид разработват жанра на философската поема, използвайки епическия стих на Омир и Хезиод. От този период датират някои от най-ранните запазени до днес текстове на научни теми като математика и астрономия. Забележителен е посветеният на медицината Corpus Hippocraticum на Хипократ, макар че авторството му не е доказано със сигурност.
Първите историографи работят през класическата епоха – Херодот и Тукидид. Херодот обикновено е наричан бащата на историята и неговата История е всъщност първата истинска литературна проза в историята на западната култура. И все пак Тукидид бил по-добрият историк. Неговият критичен поглед върху източниците, включването на документи и положеният труд правят неговата История на Пелопонеската война да придобие изключително значение и да окаже влияние върху следващите поколения историци. Ксенофонт започва своята работа там, където Тукидид приключва своята – през 411 г. пр. Хр. и продължава историята си до 362 г. пр. Хр. Той пише с особен авторитет и умение по военни въпроси и най-впечатляващото му произведение е Анабазис, описващо участието му като наемник в персийската армия.

### Драма, трагедия и комедия
Драмата се развива през VI в. пр. Хр., като в началото тя представлява хорово изпълнение от мъже, а по-късно актьорите започват да водят диалози и хорът остава като един вид самостоятелно действащо лице. От хилядите драми писани и играни през класическата епоха много малка част са запазени.
Оцелели са известен брой от произведения от трима автори: Есхил, Софокъл, Еврипид.
Също като трагедията, комедията възниква от ритуал в чест на бог Дионис, но в този случай пиесите били доста пълни със сквернословия, ругатни и обиди. В Атина комедиите станали официална част от фестивалните празнувания през 486 г. пр. Хр. и парични награди били предлагани за най-добрите представления. Тъй като много от комедиите са всъщност загубени, от ранните комедии са оцелели само някои работи на Аристофан, който осмивал всичко и всички. Например в Птиците той се присмял на атинската демокрация. В Облаците атакува Сократ и се присмива на софистите. В Лизистрата осъжда войната. Общо оцелелите му пиеси са 11.
През 4 в пр. Хр. се развива така наречената Нова комедия. За най-добър сред пишещите я е смятан Менандър. За сравнително краткия си живот Менандър е написал общо 108 комедии. От неговите комедии(„Гняв“, „Човеконенавистник“, „Щит“, „Перинтийка“, „Сикионец“, „Братя“, „Третейски съд“ и др.) са запазени само откъси (цяла е само Дисколус (Мизантроп). За разлика от Аристофан, в своите произведения Менандър не се фокусирал върху големите обществени проблеми. Но независимо от ограничения фокус на пиесите му те оказали въздействие върху по-нататъшните поколения и те били свободно адаптирани от римските поети Плавт и Теренций Афр. Дори пиесите на Молиер са в някакъв смисъл реминисценции на Менандър.